# Kloster Vitovnica

Kloster Vitovnica

Das Kloster Vitovnica (serbisch: Манастир Витовница / Manastir Vitovnica, kurz: Vitovnica) ist ein serbisch-orthodoxes Kloster in Ostserbien, das sich am Ufer des gleichnamigen Flusses befindet.
Das Patrozinium des Klosters ist Mariä Himmelfahrt.

## Geschichte des Klosters

### 12. Jahrhundert – Gründung des Klosters
Der serbische König Stefan Uroš II. Milutin ließ das Kloster 1291 nach einem Sieg über bulgarische Freischärler errichten, die ihren Stützpunkt unweit von Vitovnica hatten.
Mit seiner Stiftung, dem Bau des Klosters Vitovnica, wollte der Heilige Milutin seinen Sieg über die Freischärler bekräftigen. Mihailo Riznić schreibt im Jahrbuch der Serbischen Archäologischen Gesellschaft von 1888: „König Milutin ließ dieses Kloster nach dem Kampf gegen die Tataren 1291 errichten. Milutin versammelte dabei eine starke Armee um sich und besiegte die Tataren so verheerend, dass sich der Fluss Mlava blutrot färbte.“

### 16. Jahrhundert
Das Kloster wird im 16. Jahrhundert in serbischen, aber auch in türkischen Quellen oftmals erwähnt. Türkische Aufzeichnungen aus dem Jahr 1537 belegen, das damals drei Mönche in dem Kloster lebten, das hohe Steuern zahlen musste. Das bedeutet, dass das Kloster in dieser Epoche vermutlich sehr wohlhabend gewesen sein muss. Aus dem 16. Jahrhundert ist das berühmte Evangelium von Vitovnica erhalten.

### 17. Jahrhundert
Die Geschichte des Klosters Vitovnica im 17. Jahrhundert ist in den Büchern des Klosters dokumentiert. Einige dieser Werke wurden in der Nationalbibliothek aufbewahrt, im Zweiten Weltkrieg allerdings von den Nationalsozialisten verbrannt. Ein Buch, das vor 1620 verfasst wurde, wird in der Bibliothek von Kiew aufbewahrt. Es enthält die Widmung: „Dieses Buch ist dem Kloster Vitovnica von Priestermönch Nikifor gewidmet.“
Nach dem Österreichisch-Türkischen Krieg stand das Kloster Vitovnica vermutlich leer, da die Mönche 1690 vor den Osmanen über die Donau in alle Himmelsrichtungen geflohen waren. Die meisten Mönche traten in das Kloster Bešenovo in der Region Fruška Gora ein, die damals Teil von Österreich-Ungarn war.
Aus dieser Zeit stammt der bis heute erhaltene so genannte Becher von Vitovnica, der 1652 angefertigt worden war. Alle Ornamente auf dem Becher sind vergoldet. Der Becher wird heute ebenfalls im Museum der serbisch-orthodoxen Kirche in Belgrad aufbewahrt.

### 18. Jahrhundert
Zu Beginn des 18. Jahrhunderts kehrten einige Mönche nach Vitovnica zurück. Ein Gesandter des Metropoliten von Karlovci (heute: Sremski Karlovci) besuchte Vitovnica 1733. Damals lebten zwei Mönche dort.
Als Österreich 1739 den Krieg gegen die Osmanen verlor, stand das Kloster abermals leer. Die Mönche von Vitovnica hatten sich aus Furcht vor der osmanischen Rache erneut in Bešenovo niedergelassen. Dem Kloster standen schwere Zeiten bevor: Bis zum Ersten Serbischen Aufstand findet sich in historischen Quellen keine weitere Erwähnung des Klosters Vitovnica mehr.
Bei der Aufzeichnung des Inventars im Kloster Bešenovo 1753 wurde das Eigentum des Klosters Vitovnica gesondert aufgeführt, allerdings kehrte die Bruderschaft nicht wieder nach Vitovnica zurück. Die sakralen Schätze von Vitovnica verblieben noch bis zum Zweiten Weltkrieg in Bešenovo, ehe das dortige Kloster von den Ustascha (kroatische Faschisten) in Brand gesteckt und geplündert wurde.

### 19. Jahrhundert – Zeit der Erneuerung und Blüte
Nach dem Zweiten Serbischen Aufstand (1815–1817) begann der Wiederaufbau des Klosters Vitovnica. Mitte des 19. Jahrhunderts blühte das Heiligtum infolge des Einsatzes einiger Äbte des Klosters Vitovnica spürbar auf: Die Kirche wurde 1851 mit Fresken ausgemalt, zudem wurden drei Gebäude und ein Glockenturm errichtet. Der gesamte Klosterkomplex wurde 1856 fertig gestellt.
Das Kloster hatte sich unterdessen so positiv entwickelt, dass es 1861 auf eigene Kosten eine Grundschule im Dorf Vitovnica errichten ließ.

### 20. Jahrhundert

#### Die Katastrophe von Vitovnica
Die Blütezeit von Vitovnica wurde jedoch infolge der geschichtlichen Umstände in der ersten Hälfte des 20. Jahrhunderts jäh gestoppt.
Im Ersten Weltkrieg wurde die serbische Großgemeinde Petrovac na Mlavi (Petrovac an der Mlava), zu der Vitovnica heute gehört, von bulgarischen Truppen besetzt.
Die bulgarischen Truppen führten Abt Jesaja (Isaija) Bogdanović 1915 in ein Internierungslager ab, in dem er ermordet wurde.
Anschließend wurde Vitovnica geplündert: Die Besatzungstruppen nahmen das Klosterarchiv mit, wertvolle Sakralobjekte sowie die Viehherden.
In der nördlichen Wand des Mittelschiffs der Klosterkirche von Vitovnica befanden sich die Reliquien eines unbekannten Mönchs, die von den bulgarischen Truppen ebenfalls geplündert wurden.
Noch ehe es dem Kloster gelang, sich von dem Überfall der bulgarischen Besatzungstruppen zu erholen, kam es zu einem erneuten Schicksalsschlag – unter deutscher und kommunistischer Besatzung.
Nach dem Überfall auf eine deutsche Patrouille unweit des Klosters Vitovnica gab die deutsche Besatzungsmacht den Befehl, das Kloster niederzubrennen. Alle Objekte wurden Opfer der Flammen, außer der Kirche und deren Glockenturm. Sämtliche Konake und Wirtschaftsgebäude wurden niedergebrannt. Der Bruderschaft des Klosters gelang es zwar, sich in den umliegenden Wäldern zu verstecken, allerdings wurde Hierodiakon Avakum Momčilović von den deutschen Truppen ins Konzentrationslager Banjica abgeführt (Belgrad), wo er ermordet wurde.
Mit der Machtübernahme durch lokale Kommunisten aus dem Dorf Vitovnica 1945 wurde die verbliebene Bruderschaft ebenfalls ermordet, zudem wurden die gesamten Besitztümer des Klosters beschlagnahmt. Die Kommunisten ließen auch den Abt von Vitovnica, Priestermönch Mardarij Zdravković, ermorden. Der Priestermönch Sava Marković war unterdessen erst 33 Jahre alt, als er umgebracht wurde.

#### Der mühsame Wiederaufbau
In das entvölkerte und niedergebrannte Kloster schickte die Kirchenverwaltung 1946 den Priestermönch Chrysostomus (Hrizostom) Pajić, der zum Abt bestellt wurde. Unter äußerst beschwerlichen Umständen, ohne ein Dach über dem Kopf, machte er sich an den Wiederaufbau des Klosters. Sein Verdienst ist es, dass das Mönchtum von Vitovnica in den dunkelsten Tagen des Kommunismus überhaupt fortbestehen konnte.
Dem Einsatz der Äbte in den Nachkriegsjahren ist es zu verdanken, dass es im Kloster Vitovnica voranging und dass das Ensemble nach den enormen Schäden, die es in der ersten Hälfte des 20. Jahrhunderts erlitten hatte, teilweise restauriert wurde.

## Das Evangeliar von Vitovnica
Das Evangeliar von Vitovnica ist ein handschriftliches Dokument, das in der ersten Hälfte des 16. Jahrhunderts im Kloster Vitovnica verfasst wurde. Aus sicheren Quellen ist bekannt, dass es in vergoldetes Silber eingefasst ist im 1557. Das Evangeliar wurde mit schwarzer Tinte geschrieben und wichtigere Anmerkungen sind mit geschmolzenem Gold hervorgehoben. Ornamente und Initialen wurden mit goldener, blauer, roter sowie grüner Farbe angefertigt, während die einzelnen Sätze durch einen goldenen Punkt voneinander abgetrennt sind.
Als die Mönche von Vitovnica 1690 vor den Osmanen fliehen mussten, fanden sie Zuflucht im Kloster Bešenovo (Nordserbien), das damals Teil von Österreich-Ungarn war. Ihr Evangeliar brachten sie ebenfalls dorthin mit. Heute wird das Evangeliar von Vitovnica im Museum der serbisch-orthodoxen Kirche in Belgrad aufbewahrt.

## Der Heilige Thaddäus (Tadej) von Vitovnica
Der Heilige Thaddäus (Tadej) Štrbulović von Vitovnica wurde am 6. Oktober 1914 im Dorf Vitovnica geboren, unweit der Klosteranlage Vitovnica. Im Jahre 1935 trat er in das Kloster ein und nachdem er 1955 aus dem Kosovo in seine Heimat zurückgekehrt war, half beim Wiederaufbau des Klosters Vitovnica mit. 1962 wurde er Archimandrit des Klosters. 2003 ist er entschlafen.
Von den orthodoxen Gläubigen wird er als zeitgenössischer Heiliger verehrt. Sein Grab in Vitovnica ist ein Ort, an dem sich viele Menschen versammeln. Der orthodoxe Gedenktag des Heiligen Thaddäus (Tadej) Štrbulović ist der 31. März.

## Bilder

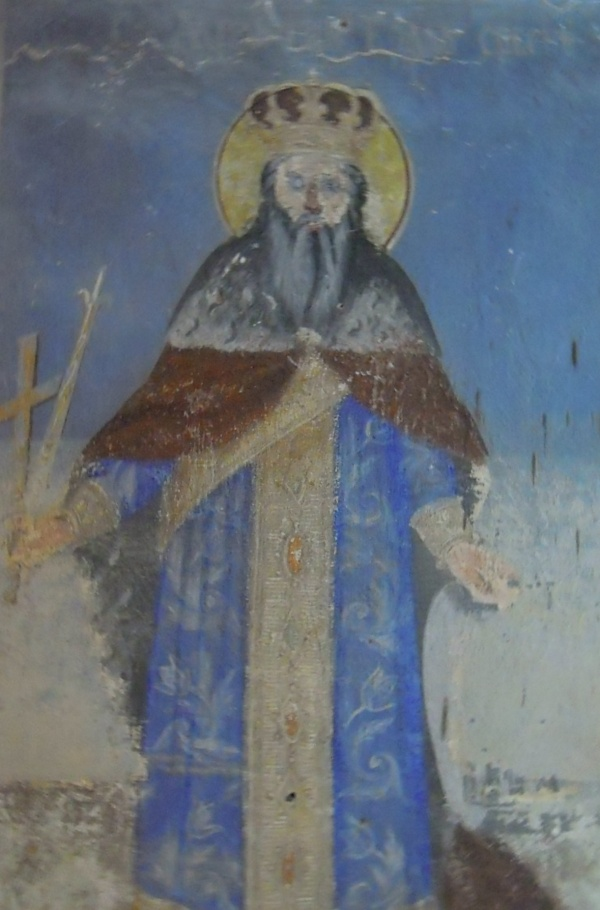
Fresko des Stifters König Milutin. Kloster Vitovnica.
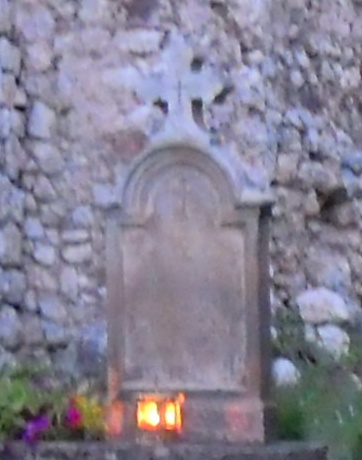
Grabmal des Abts Stefan Bojović (XIX. Jahrhundert)
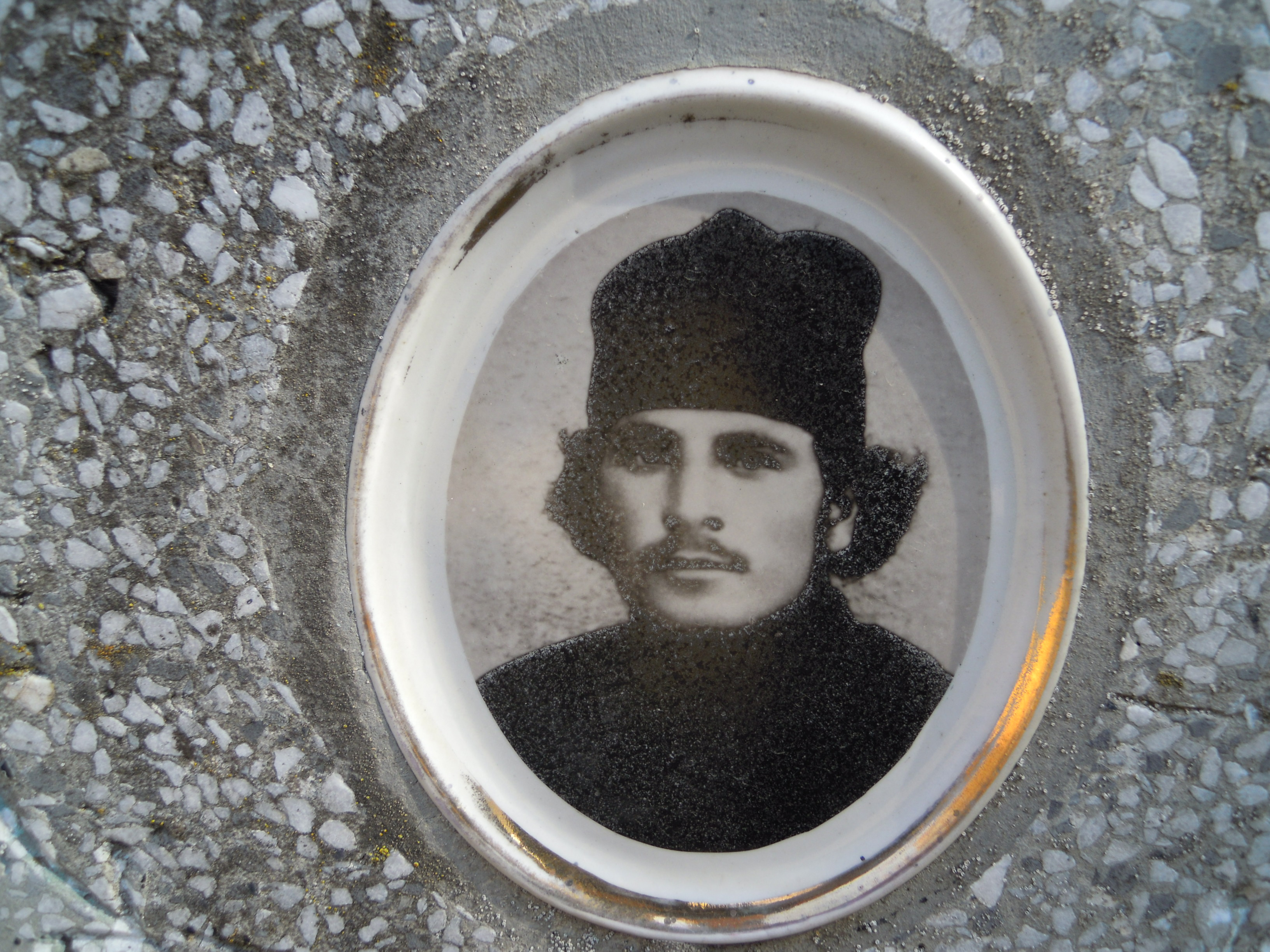
Priestermönch Sava Marković, mit 33 Jahren getötet
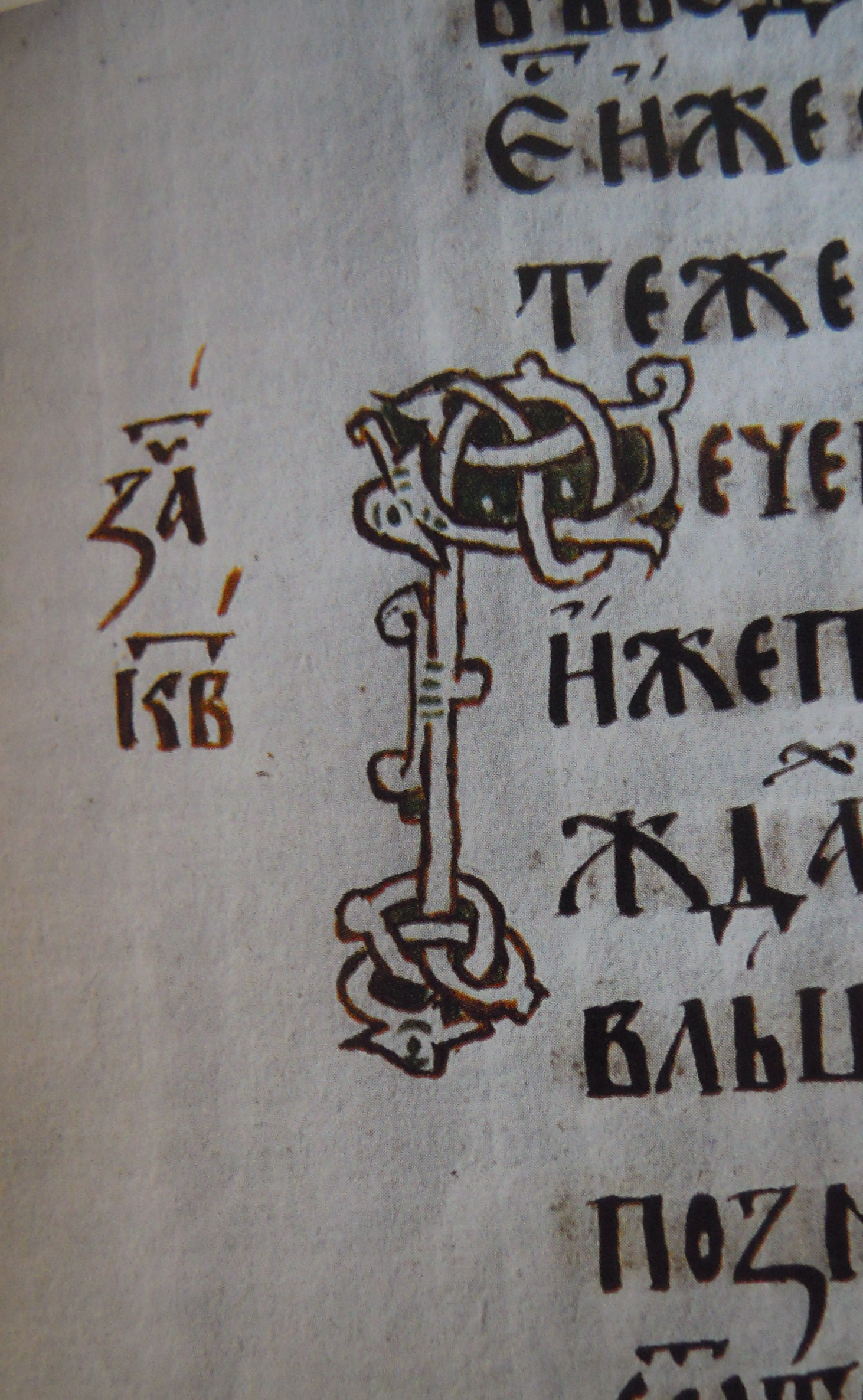
Evangeliar von Vitovnica, Buchstabe „R“
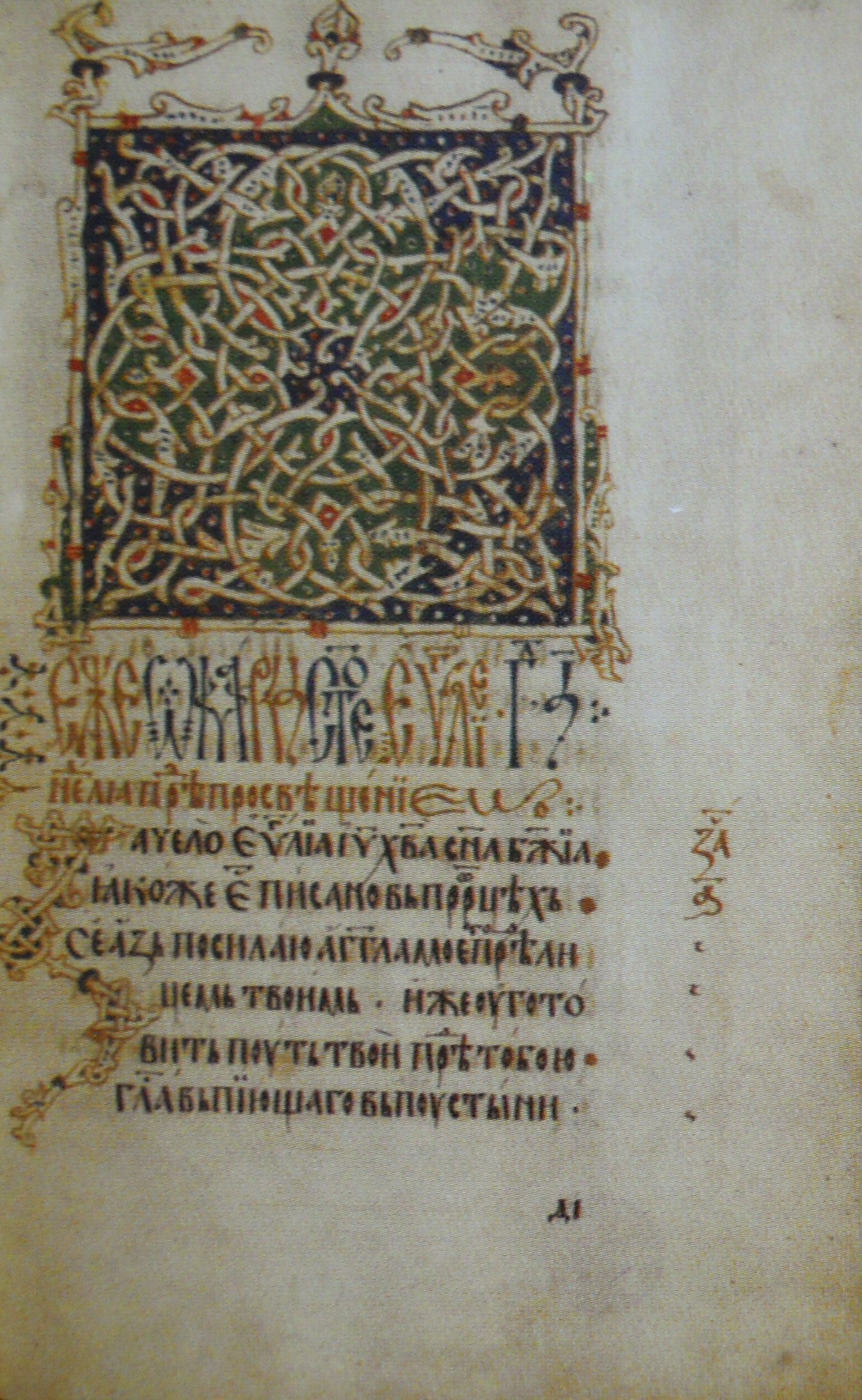
Evangeliar von Vitovnica, XVI. Jahrhundert
Becher, XVII. Jahrhundert
Priestermönch Metodije, Abt 1895–1902
Thaddäus (Tadej) von Vitovnica
Thaddäus (Tadej) von Vitovnica
Thaddäus (Tadej) von Vitovnica